# Tarbert, Harris

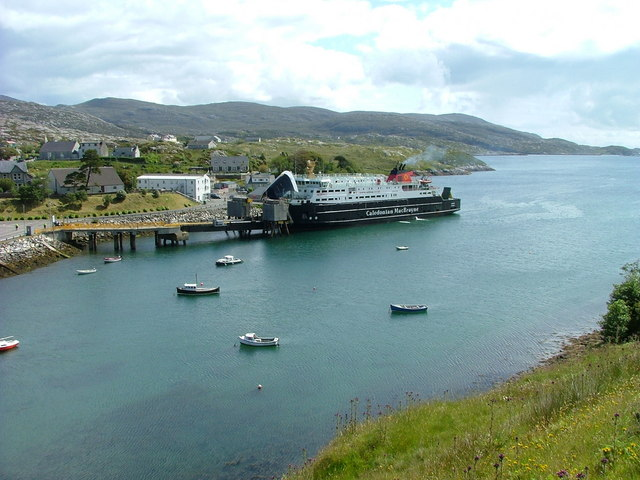
Färjeterminalen i Tarbert.

Tarbert är en by på ön Lewis and Harris i nordvästra Skottland. Här finns en terminal för färjan till Uig på ön Skye. Namnet kommer från gaeliska Tairbeart, som betyder näs. Den ligger också vid den smalaste punkten på ön Lewis and Harris. Orten har 503 invånare (1981).